# Gia đình yêu thương
Gia đình yêu thương (tiếng Hàn: 몽땅내사랑; Romaja: Mongttang Naesarang) là một bộ phim truyền hình Hàn Quốc thuộc thể loại hài kịch tình huống (sitcom). Nội dung phim xoay quanh những câu chuyện trong cuộc sống của các thành viên của nhà họ Kim và Bang, hai gia đình Hàn Quốc sống ở Seoul. Phim bắt đầu chiếu vào ngày 8 tháng 11 năm 2010 trên MBC và tập cuối chiếu vào ngày 16 tháng 9 năm 2011 với độ dài 210 tập, mỗi tập gồm 2 đến 3 tình huống khác nhau được bố cục xen kẽ.
Tại Việt Nam, phim từng được TVM Corp. mua bản quyền và phát sóng trên kênh HTV3.

## Phân vai

### Gia đình họ Kim
| Diễn viên     | Vai diễn                  | Ghi chú | Lồng tiếng Việt |
| ------------- | ------------------------- | --- | --------------- |
| Kim Gap-soo   | Hiệu trưởng Kim           | Hiệu trưởng của Học viện Em trai của Kim Hye-ok, cha của Kim Se-byul                                                                                          | Bá Nghị         |
| Park Mi-sun   | Park Mi-sun               | Mẹ của hai chị em sinh đôi Geum-ji và Ok-yup. Mẹ kế của Sae-byul.                                                                                             | Kiều Oanh       |
| Kim Young-ok  | Kim Young-ok              | Bà của Yoon Seung, tình cờ nhặt được và nuôi cô bé đến lớn Tập 101 dọn đến ở nhà của Hiệu trưởng Kim                                                          | Kiều Oanh       |
| Kim Hye-ok    | Kim Hye-ok                | Trước khi đổi tên, tên của cô ấy là Kim Gap-soon. Cô bị một người đàn ông lừa đảo nên mất hết tiền và chuyển từ Hoa Kỳ đến ở với em trai Xuất hiện từ tập 120 | Huỳnh An        |
| Jo Kwon       | Hwang Ok-yub              | Em trai song sinh của Geum-Ji | Hoàng Sơn       |
| Ga-in         | Hwang Geum-ji             | Chị gái song sinh của Hwang Ok-yub Tập 135 rời phim | Thùy Tiên       |
| Yoon Seung-ah | Yoon Seung-ah/Kim Se-byul | Con gái thất lạc của Hiệu trưởng Kim Tập 95 nhận lại | Minh Chuyên     |
| Jun Tae-soo   | Jeon Tae-soo              | Thư kí Jeon Tập 61 rời phim | Tiến Đạt        |
| Jin Yi-han    | Jeon Tae-poong            | Trợ lí Jeon, anh trai của Jeon Tea-soo Xuất hiện từ tập 83 | Tiến Đạt        |
| Jung Ho-bin   | quản gia Kim              | Quản gia của nhà Hiệu trưởng Kim Rất thích xem phim truyền hình                                                                                               | Trí Luân        |

### Gia đình họ Bang
| Diễn viên     | Vai diễn       | Ghi chú                                                       | Lồng tiếng Việt               |
| ------------- | -------------- | ------------------------------------------------------------- | ----------------------------- |
| Bang Eun-hee  | Bang Eun-hee   | Mẹ của Doo-joon Xuất hiện từ tập 2                            | Lê Hà Ngọc Quyên (Từ tập 153) |
| Yeon Woo-jin  | Bang Woo-jin   | Em trai của Bang Eun-hee Giáo viên học viện                   | Anh Tuấn                      |
| Yoon Doo-joon | Yoon Doo-joon  | Con trai của bà Bang Eun-hee Xuất hiện từ tập 3               | Trường Tân                    |
| Lizzy         | Park Soon-deok | Người theo đuổi Doo-joon Xuất hiện ở tập 64, từ tập 78 về sau | Ái Phương                     |
| Kim Na-young  | Kim Na-young   | Giáo viên học viện                                            | Kim Phước                     |
| Han Young     | Han Young      | Giáo viên học viện Xuất hiện từ tập 64                        | Ngọc Châu                     |

### Phân vai khác
- Park Cho-rong vai Cho-rong (tập 125-210)
- Choi Na-kyung vai Giáo viên Jung (tập 1-101)